# Loudet
Pour les articles homonymes, voir Loudet (homonymie).
Loudet est une commune française située dans l'ouest du département de la Haute-Garonne, en région Occitanie.
Sur le plan historique et culturel, la commune est dans le pays de Comminges, correspondant à l’ancien comté de Comminges, circonscription de la province de Gascogne située sur les départements actuels du Gers, de la Haute-Garonne, des Hautes-Pyrénées et de l'Ariège. Exposée à un climat océanique altéré, elle est drainée par la Louge, la Noue, le canal de Franquevielle à Cardeilhac et par un autre cours d'eau. La commune possède un patrimoine naturel remarquable composé de deux zones naturelles d'intérêt écologique, faunistique et floristique.
Loudet est une commune rurale qui compte 194 habitants en 2022, après avoir connu un pic de population de 3 068 habitants en 1891. Elle fait partie de l'aire d'attraction de Saint-Gaudens. Ses habitants sont appelés les Loudétois ou  Loudétoises.

## Géographie

### Localisation
La commune de Loudet se trouve dans le département de la Haute-Garonne, en région Occitanie.
Elle se situe à 87 km à vol d'oiseau de Toulouse, préfecture du département, et à 13 km de Saint-Gaudens, sous-préfecture.
Les communes les plus proches sont : 
Sédeilhac (1,4 km), Saint-Plancard (2,4 km), Le Cuing (3,2 km), Franquevielle (3,4 km), Les Tourreilles (4,3 km), Cazaril-Tambourès (4,6 km), Ponlat-Taillebourg (4,7 km), Balesta (5,8 km).
Sur le plan historique et culturel, Loudet fait partie du pays de Comminges, correspondant à l’ancien comté de Comminges, circonscription de la province de Gascogne située sur les départements actuels du Gers, de la Haute-Garonne, des Hautes-Pyrénées et de l'Ariège.

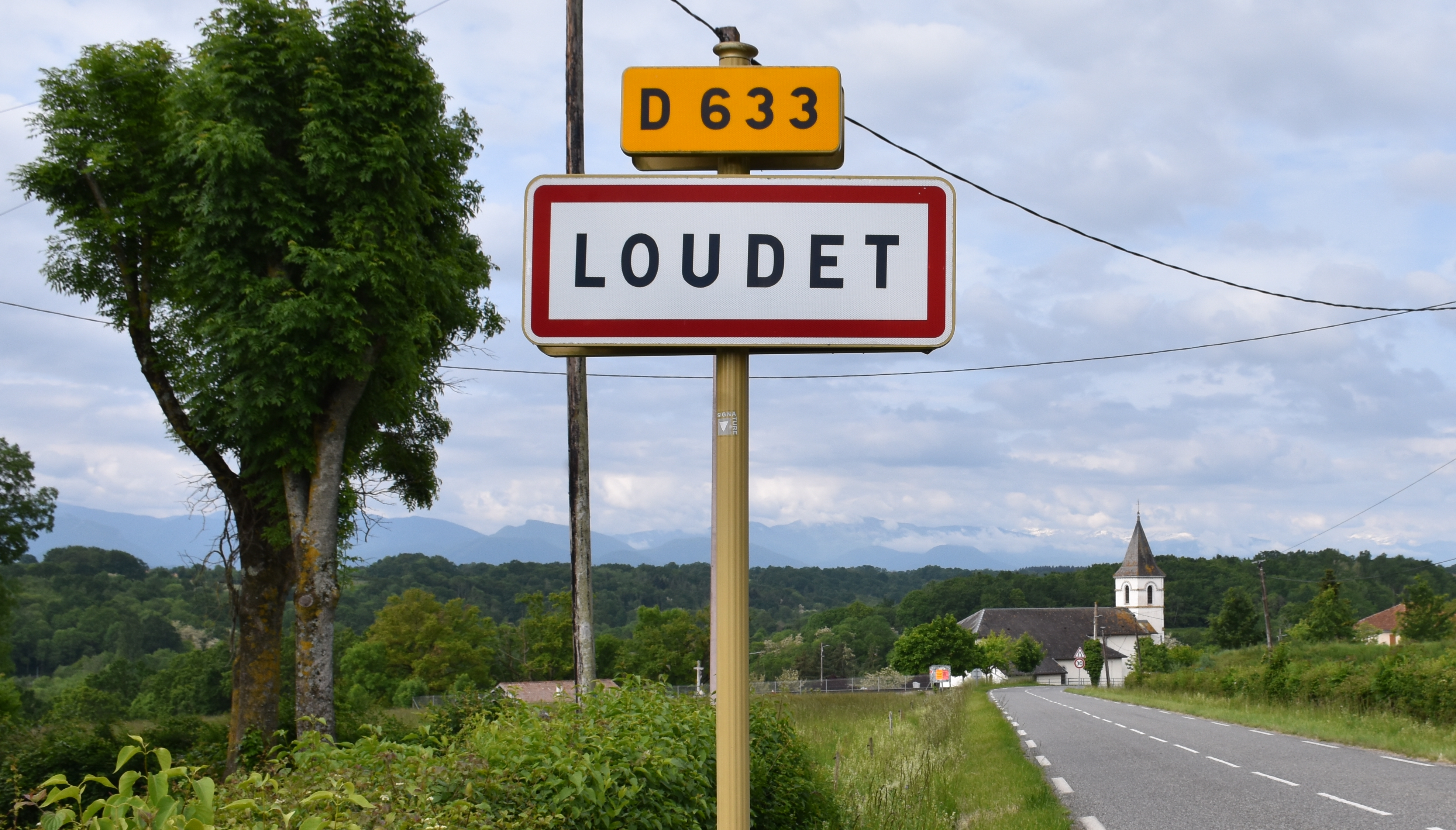
Une entrée de la commune.

Les communes limitrophes sont Le Cuing, Franquevielle, Ponlat-Taillebourg, Saint-Plancard et Sédeilhac.
| Sédeilhac     | Saint-Plancard     |          |
| Franquevielle | Loudet             | Le Cuing |
|               | Ponlat-Taillebourg |          |

### Hydrographie

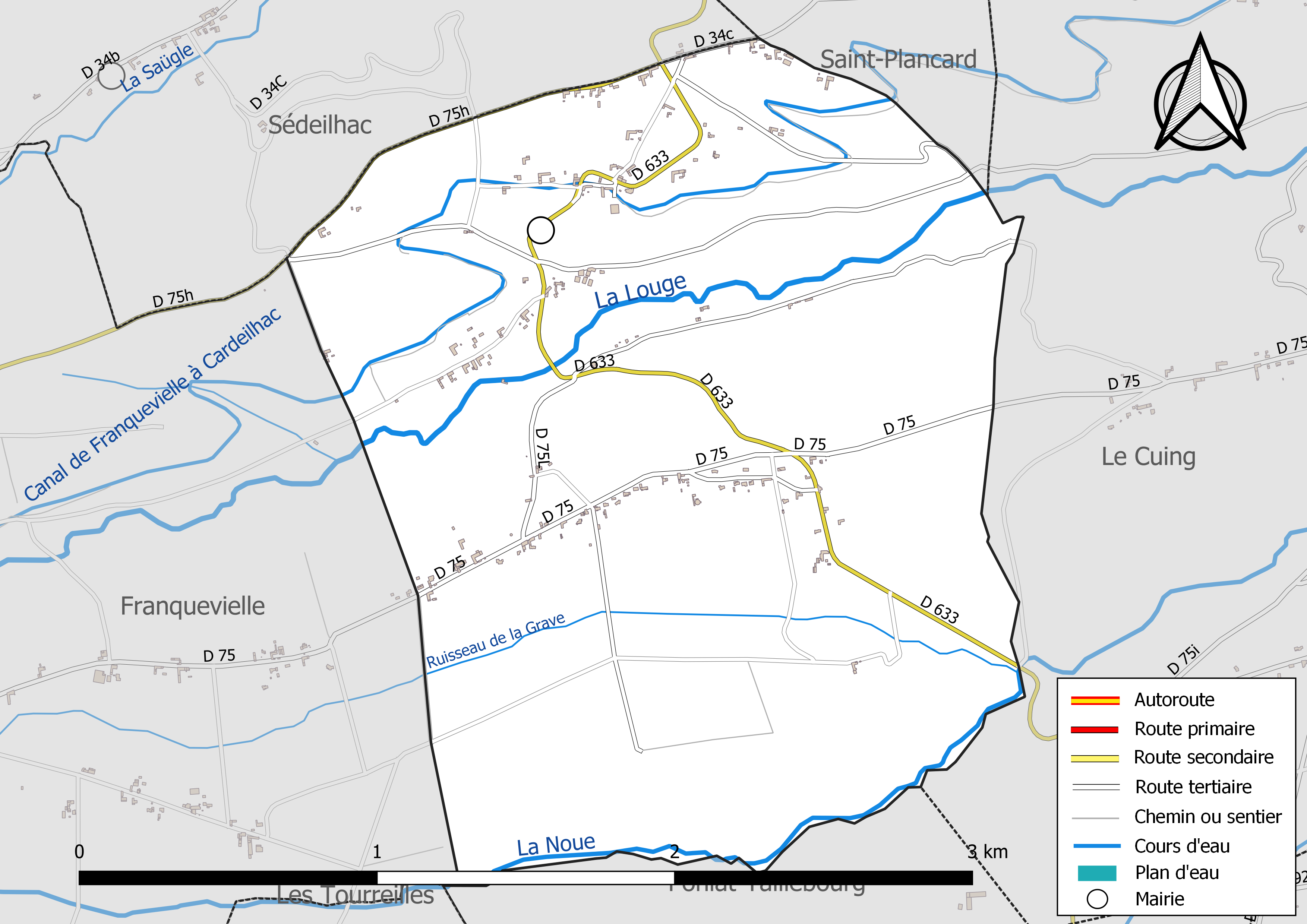
Réseaux hydrographique et routier de Loudet.

La commune est dans le bassin de la Garonne, au sein du bassin hydrographique Adour-Garonne. Elle est drainée par la Louge, la Noue, le canal de Franquevielle à Cardeilhac et le ruisseau de la Grave, constituant un réseau hydrographique de 10 km de longueur totale,.
La Louge, d'une longueur totale de 100 km, prend sa source dans la commune de Villeneuve-Lécussan et s'écoule du sud-ouest vers le nord-est. Elle traverse la commune et se jette dans la Garonne à Muret, après avoir traversé 34 communes.
La Noue, d'une longueur totale de 44,2 km, prend sa source dans la commune de Franquevielle et s'écoule d'ouest en est. Elle traverse la commune et se jette dans la Garonne à Mancioux, après avoir traversé 17 communes.
Le canal de Franquevielle à Cardeilhac, d'une longueur totale de 23,2 km, prend sa source dans la commune de Franquevielle et s'écoule du sud-ouest vers le nord-est. Il traverse la commune et se jette dans la Nère à Cardeilhac, après avoir traversé 7 communes.

### Climat
Pour des articles plus généraux, voir Climat de l'Occitanie et Climat de la Haute-Garonne.
En 2010, le climat de la commune est de type climat océanique altéré, selon une étude s'appuyant sur une série de données couvrant la période 1971-2000. En 2020, Météo-France publie une typologie des climats de la France métropolitaine dans laquelle la commune est exposée à un climat de montagne ou de marges de montagne et est dans la région climatique Pyrénées centrales, caractérisée par une pluviométrie annuelle de 1 000 à 1 200 mm.
Pour la période 1971-2000, la température annuelle moyenne est de 11,5 °C, avec une amplitude thermique annuelle de 14,6 °C. Le cumul annuel moyen de précipitations est de 982 mm, avec 9,9 jours de précipitations en janvier et 7,4 jours en juillet. Pour la période 1991-2020, la température moyenne annuelle observée sur la station météorologique la plus proche, située sur la commune de Clarac à 7 km à vol d'oiseau, est de 12,5 °C et le cumul annuel moyen de précipitations est de 804,9 mm,. Pour l'avenir, les paramètres climatiques de la commune estimés pour 2050 selon différents scénarios d’émission de gaz à effet de serre sont consultables sur un site dédié publié par Météo-France en novembre 2022.

### Milieux naturels et biodiversité

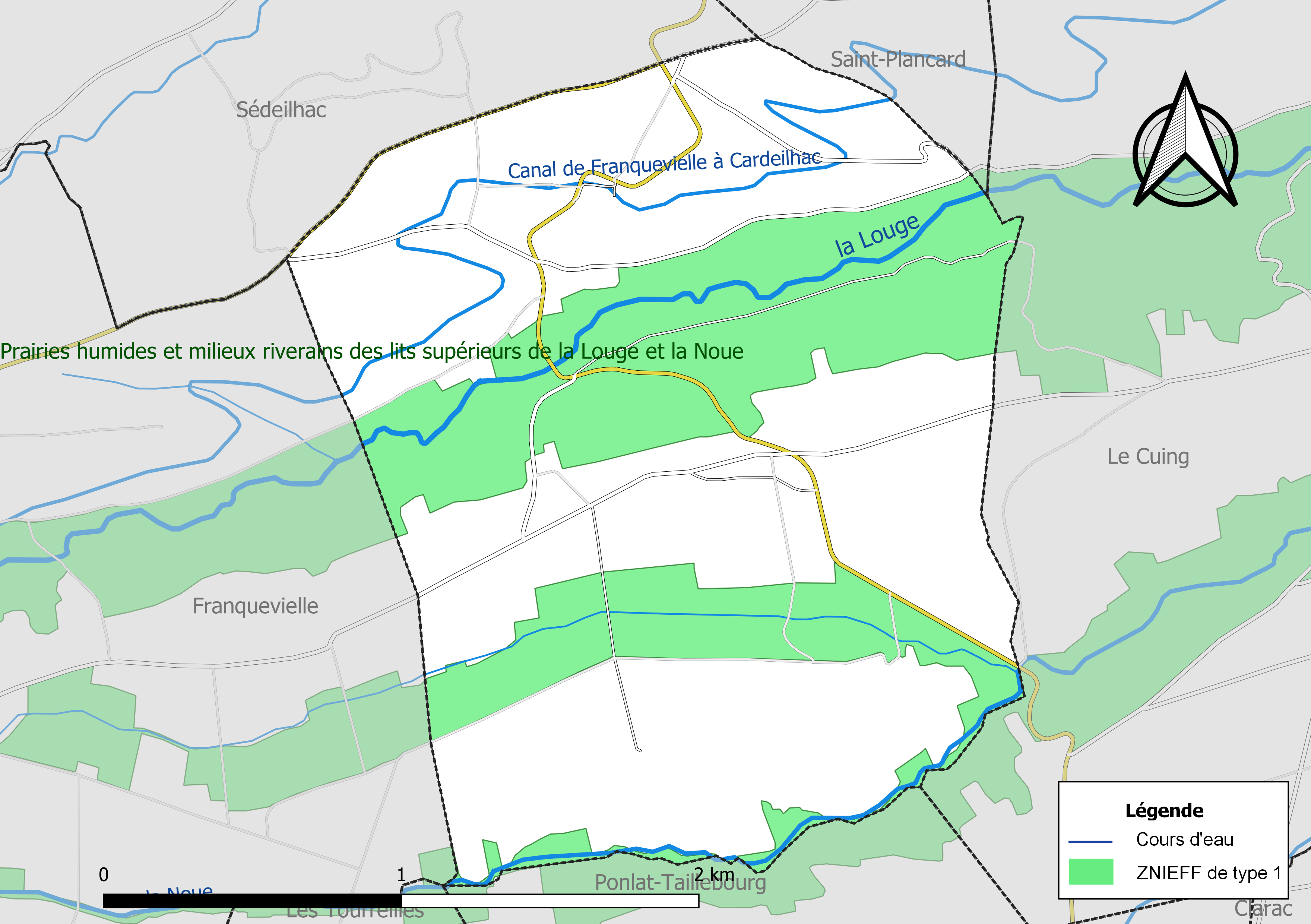
Carte de la ZNIEFF de type 1 localisée sur la commune.

L’inventaire des zones naturelles d'intérêt écologique, faunistique et floristique (ZNIEFF) a pour objectif de réaliser une couverture des zones les plus intéressantes sur le plan écologique, essentiellement dans la perspective d’améliorer la connaissance du patrimoine naturel national et de fournir aux différents décideurs un outil d’aide à la prise en compte de l’environnement dans l’aménagement du territoire.
Une ZNIEFF de type 1 est recensée sur la commune :
les « prairies humides et milieux riverains des lits supérieurs de la Louge et la Noue » (798 ha), couvrant 7 communes du département et une ZNIEFF de type 2, : 
l'« Amont des bassins de la Louge, de la Save, du Lavet et de la Noue et landes orientales du Lannemezan » (5 833 ha), couvrant 18 communes dont 14 dans la Haute-Garonne et quatre dans les Hautes-Pyrénées.

## Urbanisme

### Typologie
Au 1er janvier 2024, Loudet est catégorisée commune rurale à habitat très dispersé, selon la nouvelle grille communale de densité à sept niveaux définie par l'Insee en 2022.
Elle est située hors unité urbaine. Par ailleurs la commune fait partie de l'aire d'attraction de Saint-Gaudens, dont elle est une commune de la couronne,. Cette aire, qui regroupe 85 communes, est catégorisée dans les aires de moins de 50 000 habitants,.

### Occupation des sols
L'occupation des sols de la commune, telle qu'elle ressort de la base de données européenne d’occupation biophysique des sols Corine Land Cover (CLC), est marquée par l'importance des territoires agricoles (86,6 % en 2018), une proportion identique à celle de 1990 (86,6 %). La répartition détaillée en 2018 est la suivante : 
zones agricoles hétérogènes (57,1 %), terres arables (19,6 %), forêts (13,4 %), prairies (9,9 %). L'évolution de l’occupation des sols de la commune et de ses infrastructures peut être observée sur les différentes représentations cartographiques du territoire : la carte de Cassini (XVIIIe siècle), la carte d'état-major (1820-1866) et les cartes ou photos aériennes de l'IGN pour la période actuelle (1950 à aujourd'hui).

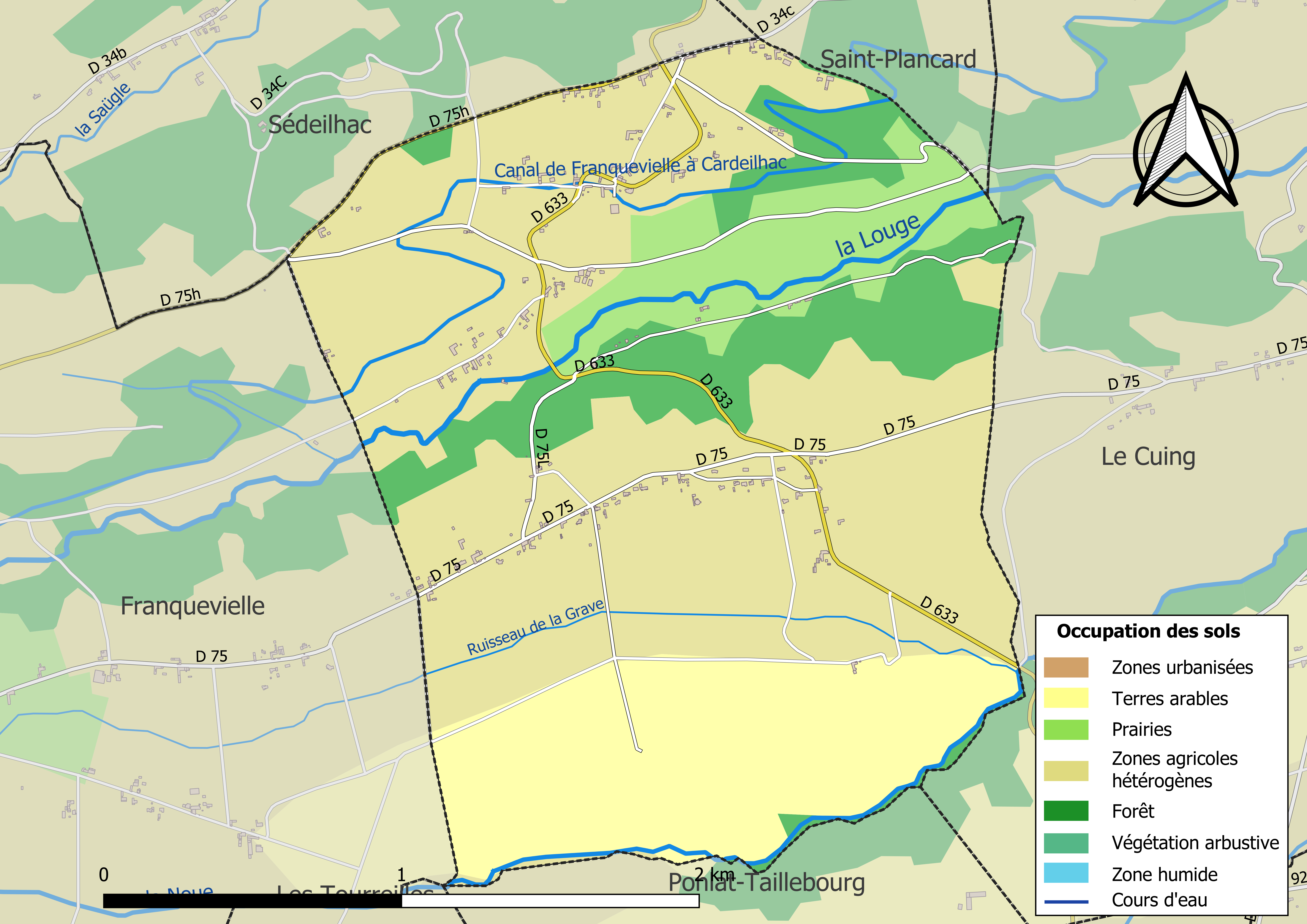
Carte des infrastructures et de l'occupation des sols de la commune en 2018 (CLC).

### Voies de communication et transports
Accès par l'ancienne route nationale 633, et avec la ligne régulière de transport interurbain du réseau Arc-en-ciel (anciennement SEMVAT).

### Risques majeurs
Le territoire de la commune de Loudet est vulnérable à différents aléas naturels : météorologiques (tempête, orage, neige, grand froid, canicule ou sécheresse), inondations, feux de forêts et séisme (sismicité modérée). Un site publié par le BRGM permet d'évaluer simplement et rapidement les risques d'un bien localisé soit par son adresse soit par le numéro de sa parcelle.
Certaines parties du territoire communal sont susceptibles d’être affectées par le risque d’inondation par débordement de cours d'eau, notamment le Noue et le canal de Franquevielle à Cardeilhac. La commune a été reconnue en état de catastrophe naturelle au titre des dommages causés par les inondations et coulées de boue survenues en 1982, 1999 et 2009,.
Un plan départemental de protection des forêts contre les incendies a été approuvé par arrêté préfectoral du 25 septembre 2006. Loudet est exposée au risque de feu de forêt du fait de la présence sur son territoire du massif de Cardeilhac. Il est ainsi défendu aux propriétaires de la commune et à leurs ayants droit de porter ou d’allumer du feu dans l'intérieur et à une distance de 200 mètres des bois, forêts, plantations, reboisements ainsi que des landes. L’écobuage est également interdit, ainsi que les feux de type méchouis et barbecues, à l’exception de ceux prévus dans des installations fixes (non situées sous couvert d'arbres) constituant une dépendance d'habitation,

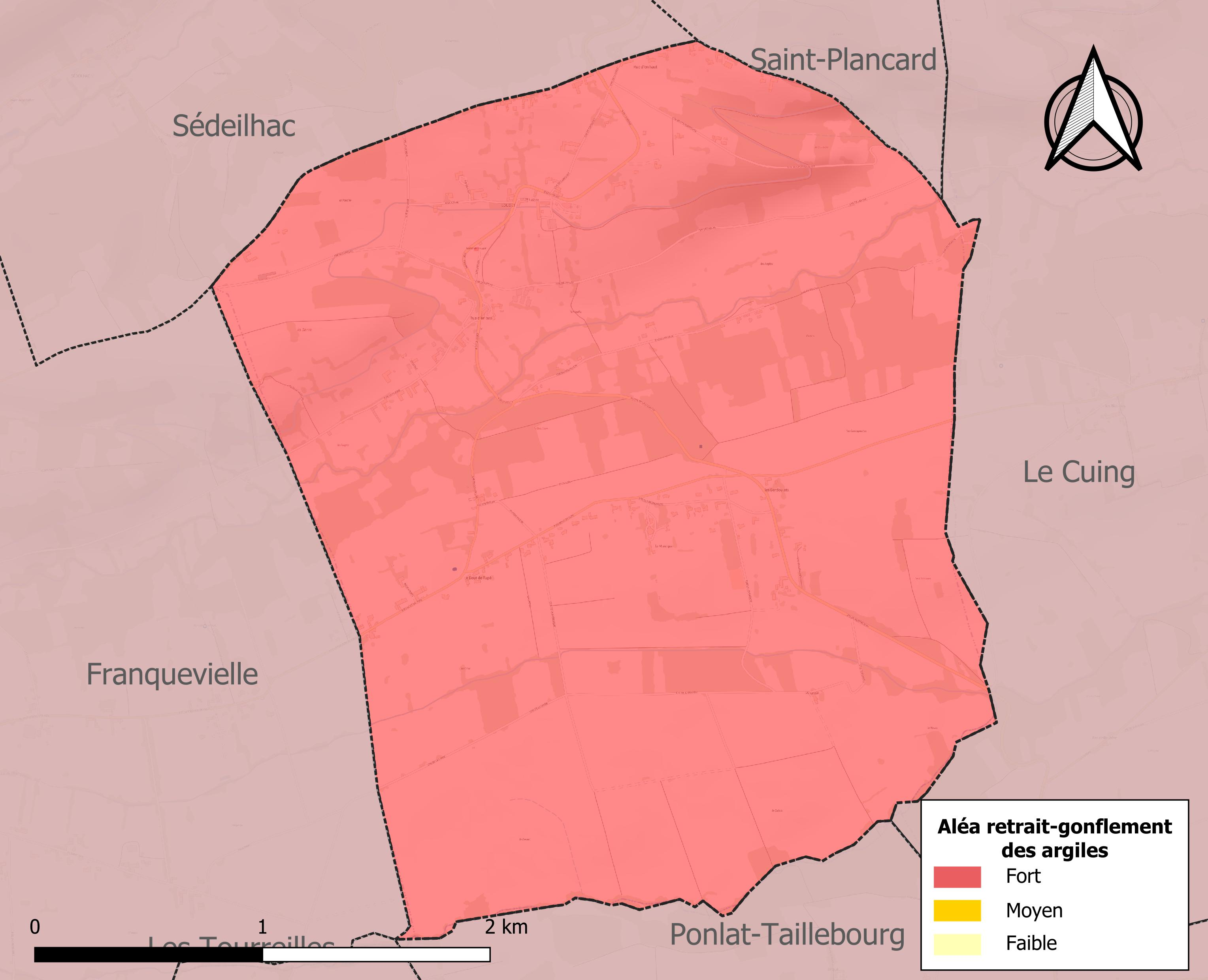
Carte des zones d'aléa retrait-gonflement des sols argileux de Loudet.

Le retrait-gonflement des sols argileux est susceptible d'engendrer des dommages importants aux bâtiments en cas d’alternance de périodes de sécheresse et de pluie. La totalité de la commune est en aléa moyen ou fort (88,8 % au niveau départemental et 48,5 % au niveau national). Sur les 105 bâtiments dénombrés sur la commune en 2019, 105 sont en aléa moyen ou fort, soit 100 %, à comparer aux 98 % au niveau départemental et 54 % au niveau national. Une cartographie de l'exposition du territoire national au retrait gonflement des sols argileux est disponible sur le site du BRGM,.
Par ailleurs, afin de mieux appréhender le risque d’affaissement de terrain, l'inventaire national des cavités souterraines permet de localiser celles situées sur la commune.
Concernant les mouvements de terrains, la commune a été reconnue en état de catastrophe naturelle au titre des dommages causés par la sécheresse en 1989 et par des mouvements de terrain en 1999.

## Histoire
Au XVIIe siècle Noble Philippe de Maigné et son fils Fabien furent seigneurs de Loudet. Ce dernier vendit la seigneurie aux quatre frères Danglade d'Auch en 1675 qui la revendirent à Pierre-François de Lamarque, baron de Gensac, Sédeilhac et autres places en 1682 pour 12000 livres. (Compromis de vente du 23 décembre 1682)

## Politique et administration

### Rattachements administratifs et électoraux
Commune faisant partie de la huitième circonscription de la Haute-Garonne, de la communauté de communes Cœur et Coteaux du Comminges et du canton de Saint-Gaudens (avant le redécoupage départemental de 2014, Loudet faisait partie de l'ex-canton de Montréjeau). Avant le 1er janvier 2017, elle faisait partie de la communauté de communes Nébouzan-Rivière-Verdun. La commune est également membre du SIVOM de Saint-Gaudens Montréjeau Aspet Magnoac.

### Liste des maires

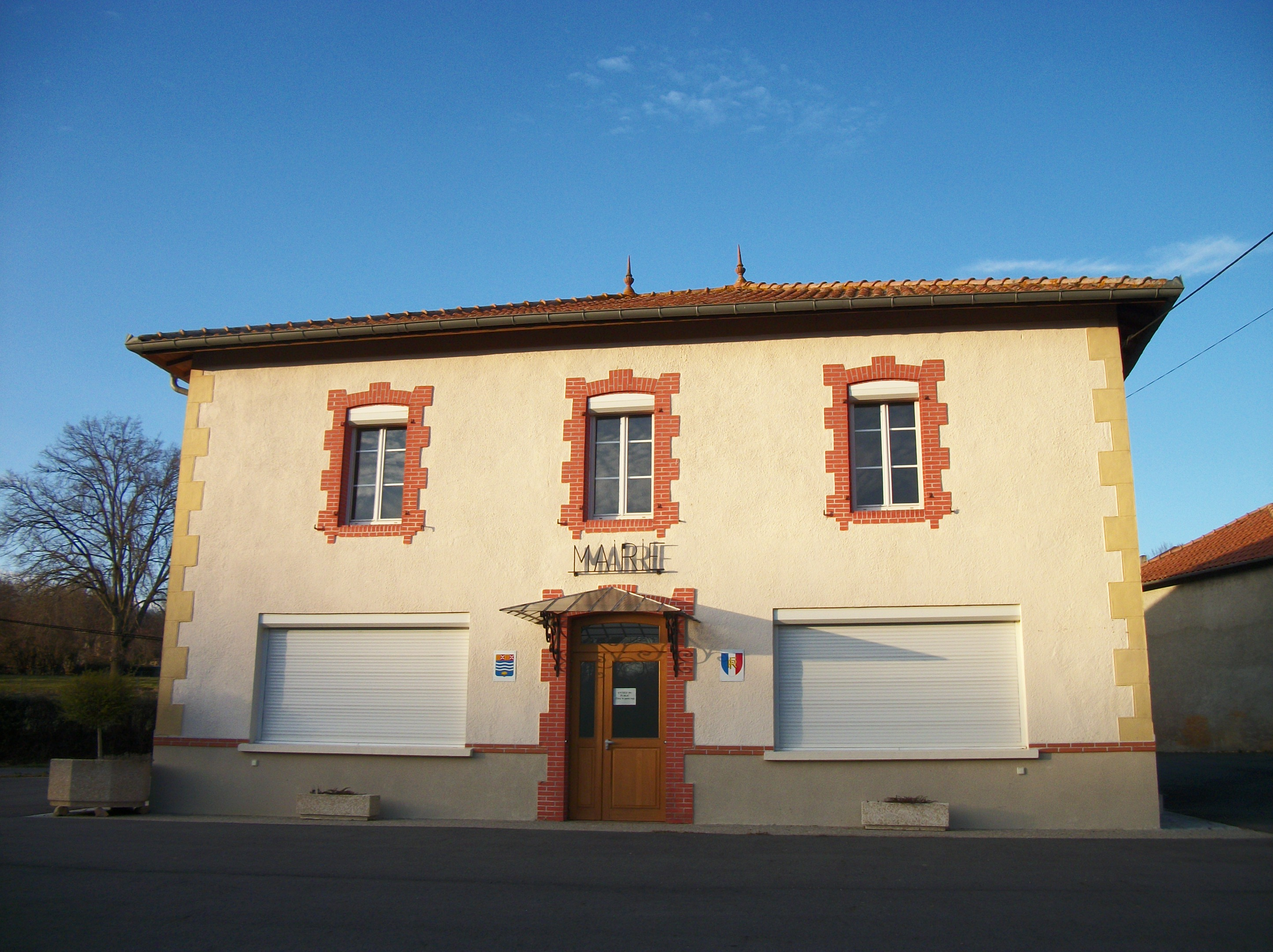
La nouvelle mairie

| Période                                  | Période  | Identité     | Étiquette | Qualité       |
| ---------------------------------------- | -------- | ------------ | --------- | ------------- |
| mars 2001                                | 2008     | Louis Buzon  |           |               |
| mars 2008                                | En cours | Hervé Athiel |           | Fonctionnaire |
| Les données manquantes sont à compléter. |          |              |           |               |

## Population et société

### Démographie

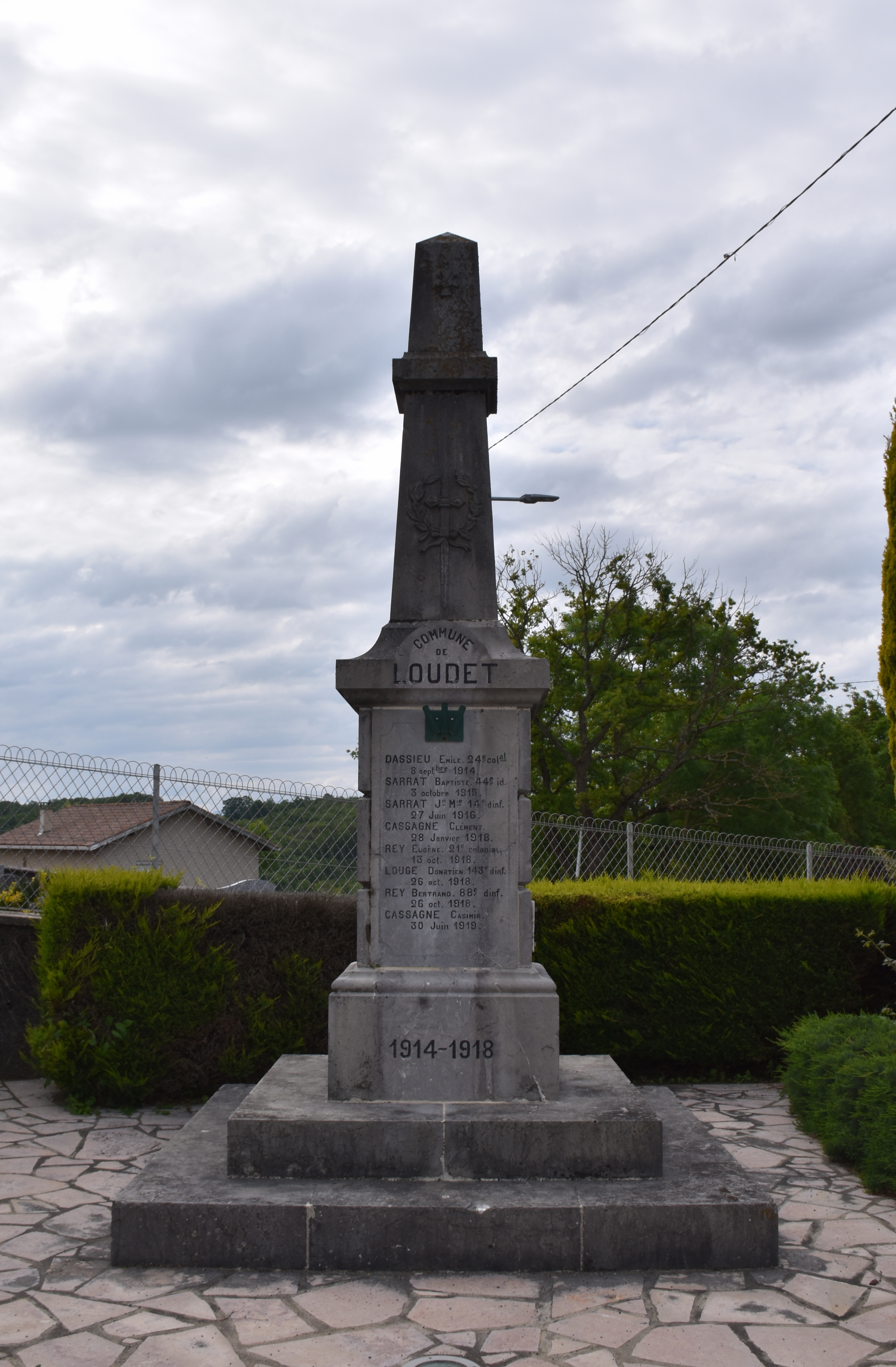
Le monument aux morts.

| 1793 | 1800 | 1806 | 1821 | 1831 | 1836 | 1841 | 1846 | 1851 |
| ---- | ---- | ---- | ---- | ---- | ---- | ---- | ---- | ---- |
| 263  | 291  | 313  | 348  | 388  | 407  | 392  | 425  | 396  |

| 1856 | 1861 | 1866 | 1872 | 1876 | 1881 | 1886 | 1891  | 1896  |
| ---- | ---- | ---- | ---- | ---- | ---- | ---- | ----- | ----- |
| 363  | 373  | 378  | 359  | 368  | 408  | 401  | 3 068 | 2 742 |

| 1901 | 1906 | 1911 | 1921 | 1926 | 1931 | 1936 | 1946 | 1954 |
| ---- | ---- | ---- | ---- | ---- | ---- | ---- | ---- | ---- |
| 327  | 350  | 338  | 313  | 306  | 284  | 275  | 262  | 236  |

| 1962 | 1968 | 1975 | 1982 | 1990 | 1999 | 2006 | 2007 | 2012 |
| ---- | ---- | ---- | ---- | ---- | ---- | ---- | ---- | ---- |
| 232  | 231  | 232  | 236  | 212  | 218  | 215  | 213  | 198  |

| 2017 | 2022 | - | - | - | - | - | - | - |
| ---- | ---- | - | - | - | - | - | - | - |
| 196  | 194  | - | - | - | - | - | - | - |

| selon la population municipale des années : | 1968 | 1975 | 1982 | 1990 | 1999 | 2006 | 2009 | 2013 |
| Rang de la commune dans le département      | 334  | 308  | 271  | 325  | 332  | 363  | 371  | 389  |
| Nombre de communes du département           | 592  | 582  | 586  | 588  | 588  | 588  | 589  | 589  |

### Enseignement
Loudet fait partie de l'académie de Toulouse.

## Économie

### Revenus
En 2018  (données Insee publiées en septembre 2021), la commune compte 79 ménages fiscaux, regroupant 186 personnes. La médiane du revenu disponible par unité de consommation est de 21 360 € (23 140 € dans le département).

### Emploi
|                | 2008  | 2013  | 2018  |
| -------------- | ----- | ----- | ----- |
| Commune        | 6,5 % | 6 %   | 4,9 % |
| Département    | 7,7 % | 9,6 % | 9,3 % |
| France entière | 8,3 % | 10 %  | 10 %  |

En 2018, la population âgée de 15 à 64 ans s'élève à 123 personnes, parmi lesquelles on compte 79,7 % d'actifs (74,8 % ayant un emploi et 4,9 % de chômeurs) et 20,3 % d'inactifs,. Depuis 2008, le taux de chômage communal (au sens du recensement) des 15-64 ans est inférieur à celui de la France et du département.
La commune fait partie de la couronne de l'aire d'attraction de Saint-Gaudens, du fait qu'au moins 15 % des actifs travaillent dans le pôle,. Elle compte 19 emplois en 2018, contre 15 en 2013 et 13 en 2008. Le nombre d'actifs ayant un emploi résidant dans la commune est de 93, soit un indicateur de concentration d'emploi de 20,5 % et un taux d'activité parmi les 15 ans ou plus de 57,6 %.
Sur ces 93 actifs de 15 ans ou plus ayant un emploi, 16 travaillent dans la commune, soit 17 % des habitants. Pour se rendre au travail, 90,3 % des habitants utilisent un véhicule personnel ou de fonction à quatre roues, 2,2 % les transports en commun, 3,2 % s'y rendent en deux-roues, à vélo ou à pied et 4,3 % n'ont pas besoin de transport (travail au domicile).

### Activités hors agriculture
12 établissements sont implantés  à Loudet au 31 décembre 2019.
Le secteur de l'administration publique, l'enseignement, la santé humaine et l'action sociale est prépondérant sur la commune puisqu'il représente 25 % du nombre total d'établissements de la commune (3 sur les 12 entreprises implantées  à Loudet), contre 16,6 % au niveau départemental.

### Agriculture
La commune est dans les « Coteaux de Gascogne », une petite région agricole occupant une partie ouest du département de la Haute-Garonne, constitué d'un relief de cuestas et de vallées peu profondes, creusés par les rivières issues du massif pyrénéen, avec une activité de polyculture et d’élevage. En 2020, l'orientation technico-économique de l'agriculture  sur la commune est l'élevage bovin, orientation mixte lait et viande.
|               | 1988 | 2000 | 2010 | 2020 |
| ------------- | ---- | ---- | ---- | ---- |
| Exploitations | 40   | 29   | 17   | 16   |
| SAU (ha)      | 516  | 450  | 280  | 319  |

Le nombre d'exploitations agricoles en activité et ayant leur siège dans la commune est passé de 40 lors du recensement agricole de 1988  à 29 en 2000 puis à 17 en 2010 et enfin à 16 en 2020, soit une baisse de 60 % en 32 ans. Le même mouvement est observé à l'échelle du département qui a perdu pendant cette période 57 % de ses exploitations,. La surface agricole utilisée sur la commune a également diminué, passant de 516 ha en 1988 à 319 ha en 2020. Parallèlement la surface agricole utilisée moyenne par exploitation a augmenté, passant de 13 à 20 ha.

## Culture locale et patrimoine

### Lieux et monuments
- Église Notre-Dame de Loudet;
- Statue de Notre-Dame de Lourdes.

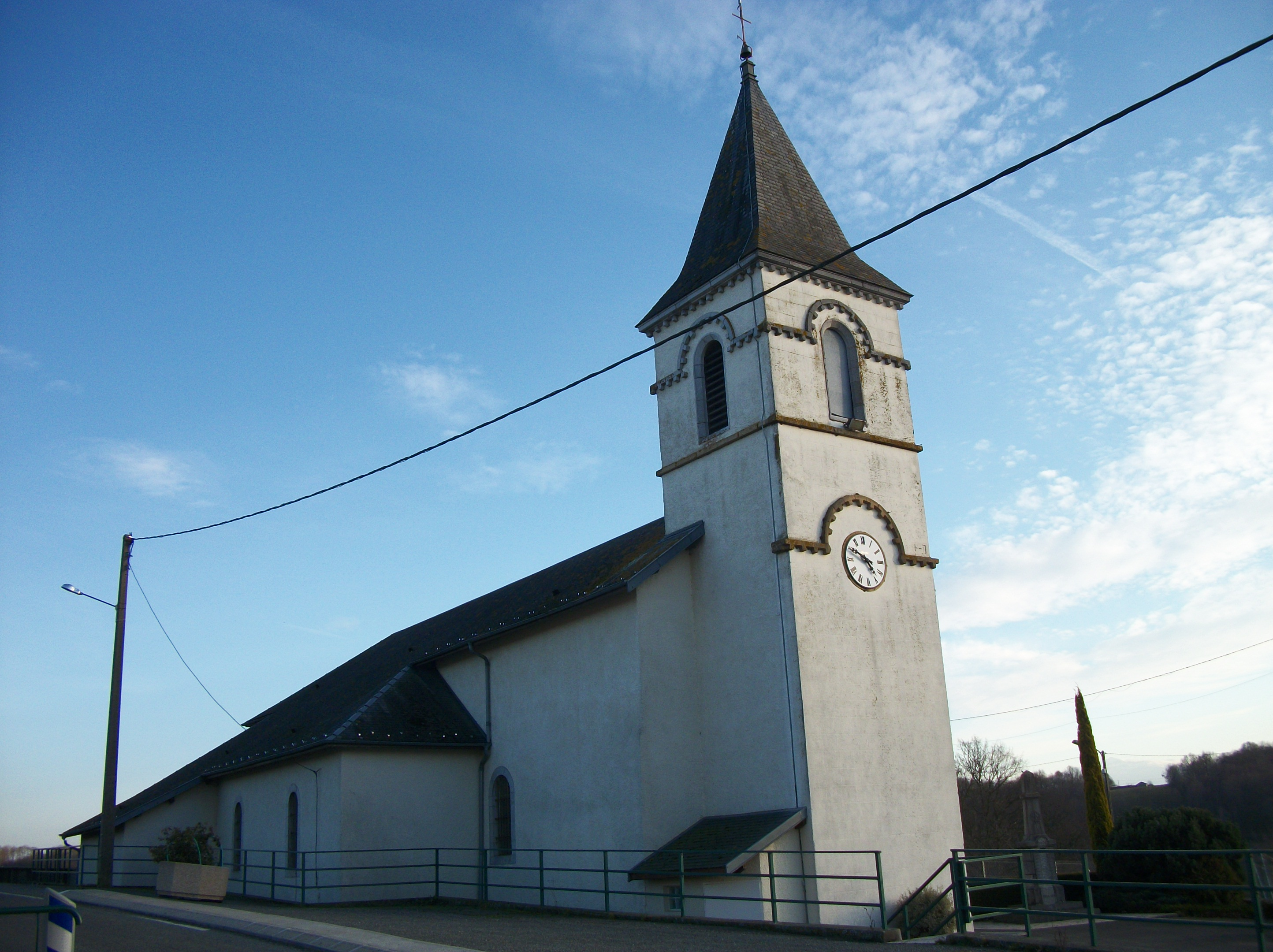
Église Notre-Dame
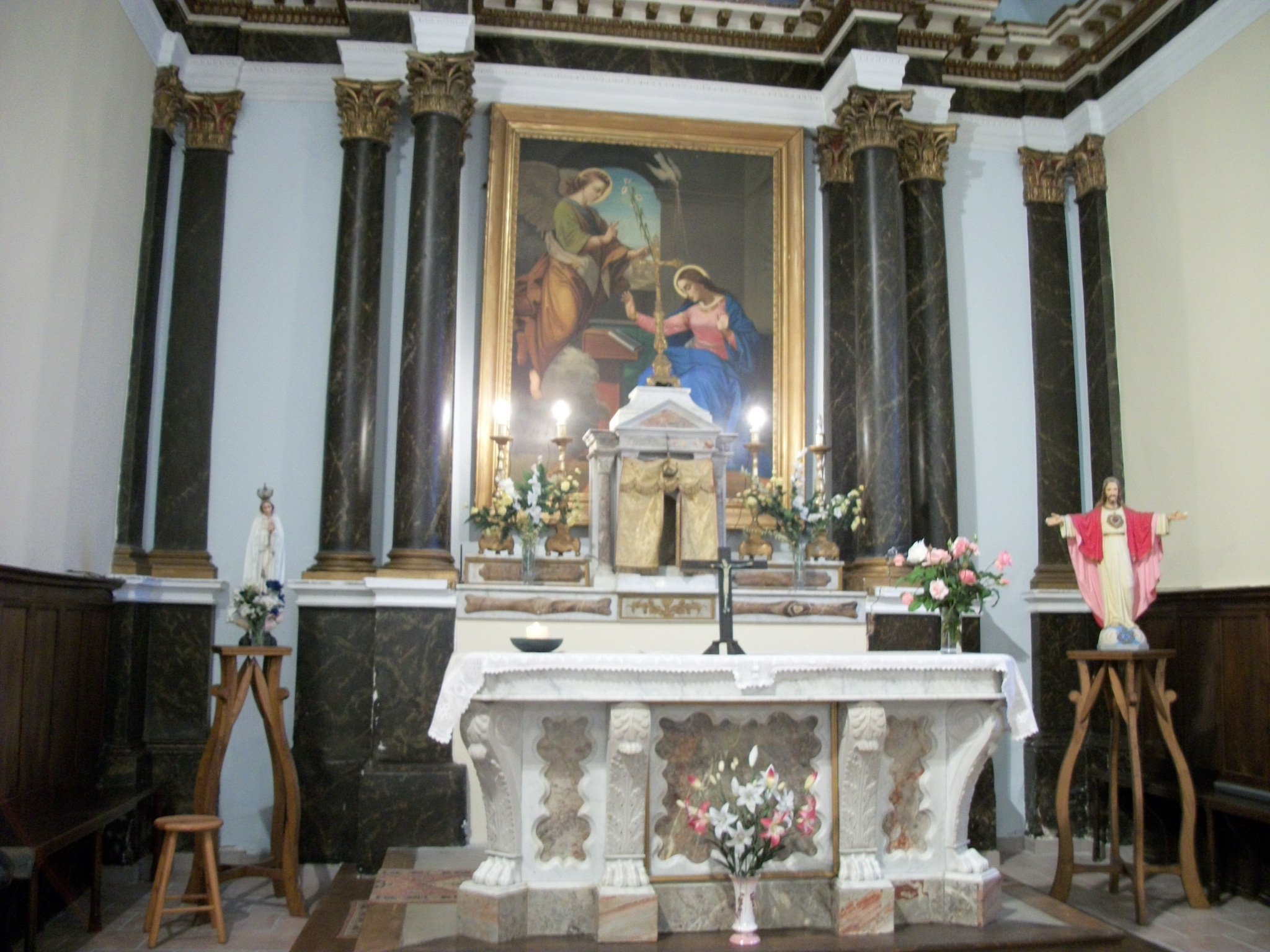
Intérieur de l'église. Le chœur avec des statuettes de Notre-Dame de Fatima et du Sacré Coeur de Jésus, au centre un tableau de l'Annonciation
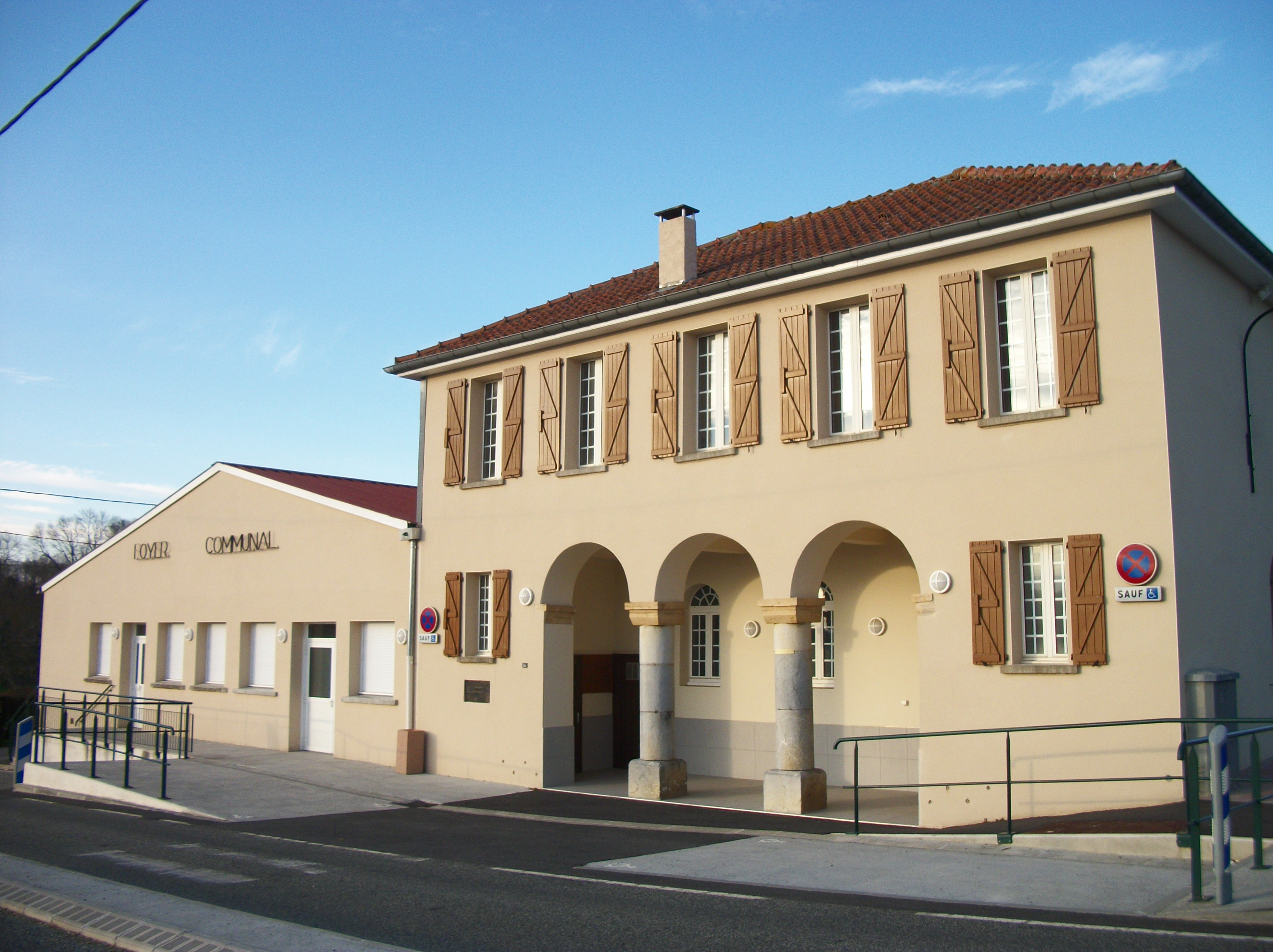
Foyer communal et ancienne mairie
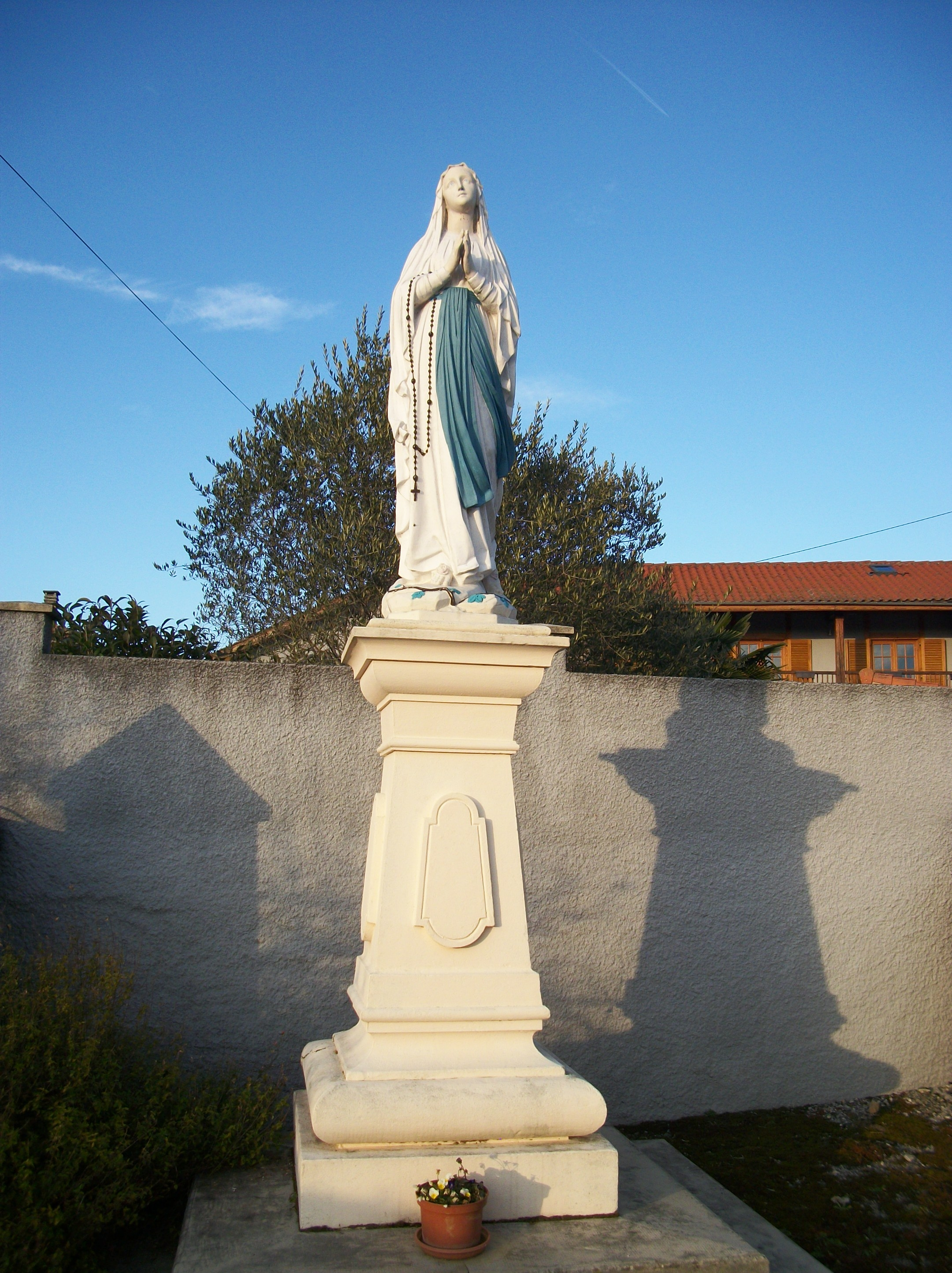
Statue de Notre-Dame de Lourdes

### Héraldique
| Blason de Loudet | Blason  | D'azur à trois burelles ondées d'argent soutenues d'une foi alésée d'or; au chef parti de trois, aux 1er et 4e d'or à trois pals de gueules et aux 2e et 4e de gueules à quatre otelles d'argents adossées en sautoir. |
| Blason de Loudet | Détails | Le statut officiel du blason reste à déterminer. |